# Богдо-гэгэн IV
Лувсантувдэнванчугжигмэджамц (монг. Лувсантүвдэнванчүгжигмэджамц; тиб. བློ་བཟང་ཐུབ་བསྟན་དབང་ཕྱུག་འཇིགས་མེད་རྒྱ་མཚོ, Вайли: blo bzang thub bstan dbang phyug 'jigs med rgya mtsho; 1775, Тибет — 1813, Утайшань) — четвёртый Богдо-гэгэн, первоиерарх монгольских буддистов. Способствовал организации образовательной системы тибетской буддийской традиции в Монголии.

## Деятельность
Родился в 1775 году в Тибете в семье чиновника Сонама Таши и Янджин Лхамо; приходился близким родственником Далай-ламе VIII. В 1781 году был привезён в Ургу и официально возведён на трон Богдо-гэгэна с преподнесением мандалы. 
По его инициативе на холме, где ныне располагается монастырь Гандантэгченлин, был проведён молебен божествам Далха, и из Восточного Хурэ на него переехали 4 дацана Чойра, а за самим холмом впоследствии закрепилось имя Далхын. В 1789 году основал в Урге астрологический дацан, в 1806 году — дацан Калачакры и дацан Шадувлин, в 1809 году по предложению Панчен-ламы VII — дацан Гунгачойлин. Основанием многих дацанов Богдо-гэгэн IV способствовал организации системы религиозного образования в столице Внешней Монголии, и лично был знаменит как глубокий знаток и практик системы Виная. 
По его личному приглашению в Ургу из Тибета вернулся Агван-Хайдав, ставший наставником для многих выдающихся монгольских философов XIX века. В 1812 году по его рекомендации Хайдав был назначен на должность цорджи Их-Хурэ, и в 1813 году сопровождал Богдо в паломничестве в Утайшань. Находясь в Утайшане, Богдо-гэгэн IV скоропостижно скончался в возрасте 28 лет. До момента нахождения следующего воплощения богдо-гэгэна Хайдав оставался его местобюлстителем

## Память
- После смерти Агван-Хайдав создал золотую статую Богдо-гэгэна.[2]
- Собрание сочинений Богдо-гэгэна IV, опубликованное в 2004 году в Улан-Баторе, содержит 128 работ разного объёма.[3]
- Останки Богдо до 1937 года находились в монастыре Амарбаясгалант.